# Un milione di anni fa
Un milione di anni fa (One Million Years B.C.) è un film del 1966 diretto da Don Chaffey e scritto da Brian Clemens, Harold Pinter, Edward Albee e Tom Stoppard. È un remake del film Sul sentiero dei mostri (One Milion B.C.) del 1940 e il principale interprete è la giovane attrice e modella Raquel Welch, della quale fu pubblicato un famoso poster per la promozione del film.

## Trama
Età della pietra. L'umanità vive in caverne e si difende con armi rudimentali di legno e pietra. Ci sono due tribù: il Popolo delle Rocce e il Popolo delle Conchiglie. Il giovane Tumak, insofferente della crudeltà di suo padre Akhoba, è cacciato dalla tribù degli uomini delle montagne. Sceso lungo la costa rischia di essere ucciso da una gigantesca tartaruga marina (forse un archelon), ma viene salvato da Loana e da altri uomini del popolo del mare.
Entrato in conflitto con il capo Ahot, Tumak fugge insieme a Loana e torna sulle montagne dove Akhoba, nel frattempo, è stato deposto dall'altro suo figlio Sakana. Mentre la presenza della ragazza accende la passione del nuovo capo, la tribù deve affrontare gli uomini del mare che hanno seguito le tracce dei fuggiaschi. Una spaventosa eruzione vulcanica pone fine all'insensata guerra. Per i pochi superstiti, tra i quali i due giovani amanti, si tratta adesso di affrontare una nuova vita.

## Produzione
Abbandonato un progetto di rifare King Kong, la Hammer realizza un remake del film del 1940 Sul sentiero dei mostri affidandosi all'esperienza di Ray Harryhausen ed alla prorompente bellezza di Raquel Welch. Il risultato è un grosso successo che rilancia il filone pseudo-fantascientifico delle avventure in mondi preistorici, nel quale la verità storica è ampiamente negata. In questo e in altri film del genere cavernicoli con sembianze di "fusti" hollywoodiani e affascinanti "cover-girl" combattono dinosauri, pterodattili, ed altri animali estinti da tempo. Nel film di Don Chaffey il ritratto della vita tribale è assai approssimativo: i personaggi si esprimono con suoni gutturali e la principale differenza tra i due popoli in conflitto è dato dal colore dei capelli e dall'uso delle armi.
Il racconto è una storia di avventure e di amore nella cornice di una natura selvaggia - gli esterni vennero girati nelle Isole Canarie. Per la realizzazione dei trucchi, Harryhausen si servì della stop-motion ma accettò anche - per ragioni di economia - di ingigantire con effetti ottici comunissimi rettili.
Inizialmente il ruolo di Loana era stato proposto ad Ursula Andress che aveva già lavorato con la Hammer e con John Richardson in La dea della città perduta. La colonna sonora di Mario Nascimbene utilizza - con notevole anticipo sulle rielaborazioni musicali computerizzate - il sistema del "Mixerama" che consente di dilatare in studio un suono strumentale o vocale alterandone la qualità e la durata.

## Influenza culturale
Il film ha avuto per molti anni una notevole influenza culturale. La Hammer negli anni seguenti produsse altri tre film con donne preistoriche: Femmine delle caverne (Prehistoric Women, 1967), Quando i dinosauri si mordevano la coda (When Dinosaurs Ruled the Earth, 1970) e La lotta del sesso 6 milioni di anni fa (Creatures the World Forgot, 1971).
Una copia della locandina del film viene utilizzata per sostituire il poster di Rita Hayworth e continuare a coprire la via di fuga nel film Le ali della libertà di Darabont (1994). Nel racconto di Stephen King da cui è stato tratto il film è presente solo il poster di Rita Hayworth.